# Hornsenap
Hornsenap (Sisymbrium septulatum) är en korsblommig växtart som beskrevs av Dc. Enligt Catalogue of Life ingår Hornsenap i släktet gatsenaper och familjen korsblommiga växter, men enligt Dyntaxa är tillhörigheten istället släktet gatsenaper och familjen korsblommiga växter. Arten förekommer tillfälligt i Sverige, men reproducerar sig inte. Inga underarter finns listade i Catalogue of Life.